# Безеквівалентна лексика
Безеквівалентна лексика — це слова або словосполучення, які позначають предмети, явища, процеси, але на даному етапі розвитку мови не мають еквівалентів перекладу.
Еквівалент — це постійна лексична відповідність, яка точно збігається із значенням слова. 
У сучасній мовознавчій науці термін “безеквівалентна лексика” (далі БЛ) порівняно новий, і в його витлумаченні немає одностайності, а інколи й конкретності, що не сприяє визначенню БЛ як категорії лінгвістики.
БЛ відображає національно-культурну своєрідність мови на лексичному рівні, називає такі поняття та явища у сфері певної культури, які не властиві іншим. БЛ наявна в кожній мові.

## Критерії та методи визначення
Критеріями виокремлення такої лексики можуть бути:
1. Семантичний (за яким враховується значення слів);
2. Граматичний (показовий насамперед щодо одиниць, які мають певні формальні показники);
3. Функціонально-стилістичний (БЛ може виконувати в тексті функції створення національного колориту, інтимізації тощо, у композиції поетичного тексту БЛ стає своєрідною смисловою домінантою (сильною позицією), впливає на зміст усього твору);

БЛ можна визначати за допомогою таких прийомів: 
1. Переклад (безеквівалентна як національно маркована лексика належить до групи, що не має відповідників у інших мовах);
2. Експеримент (наприклад, під час проведення психолінгвістичного експерименту до поля слів-реакцій на певне слово-стимул потрапляють одиниці, що мають національно-культурні елементи значень).

## Лакуни
При зіставленні лексики декількох мов можна виявити прогалини, білі плями в семантиці однієї з мов. Ці прогалини називаються лексичними лакунами і з'являються в результаті відсутності еквівалента у вигляді слова слову іншої мови. Тільки з допомогою порівняння, за допомогою контрастивного дослідження можна виявити лакуни. Всі лакуни можна компенсувати вільними і тимчасовими словосполученнями.
Лакуни поділяються на наступні катергорії:
- культурологічні
- текстові
- лакуни фонових знань
- поведінкові
- кінетичні
- мовні

## Приклади БЛ в англійській мові порівняно з українською
Tuition - a sum of money charged for teaching by a college or university - плата за навчання.
Great go - the final and the preliminary examinations for a degree - випускний іспит на ступінь бакалавра (у Кембриджському університеті.)
Boarding school - a school where some or all pupils not only study, but also live during term time, with their fellow students and possibly teachers - школа, керована шкільною радою.
School agency - subscription agent that works in cooperation with schools, using students as salespeople for magazine subscriptions - шкільне агентство (організація, що представляє інтереси школи або групи шкіл в який-небуть області, наприклад, тій, що здійснює закупівлі обладнання.)